# Dipartimenti dell'Honduras

Dipartimenti dell'Honduras

I dipartimenti dell'Honduras (in spagnolo departamentos) costituiscono la suddivisione territoriale di primo livello del Paese e sono pari a 18; ciascuno di essi comprende a sua volta più comuni.
A capo di ogni dipartimento è posto un governatore, nominato dal presidente della Repubblica.

## Lista
| Localizzazione | Dipartimento      | Capoluogo           | Popolazione (2001) | Superficie (km²) |
| -------------- | ----------------- | ------------------- | ------------------ | ---------------- |
|                | Atlántida         | La Ceiba            | 344 099            | 4 251            |
|                | Choluteca         | Choluteca           | 390 805            | 4 211            |
|                | Colón             | Trujillo            | 246 708            | 8 875            |
|                | Comayagua         | Comayagua           | 352 881            | 5 196            |
|                | Copán             | Santa Rosa de Copán | 288 766            | 3 203            |
|                | Cortés            | San Pedro Sula      | 1 202 510          | 3 954            |
|                | El Paraíso        | Yuscarán            | 350 054            | 7 218            |
|                | Francisco Morazán | Tegucigalpa         | 1 180 676          | 7 946            |
|                | Gracias a Dios    | Puerto Lempira      | 67 384             | 16 630           |
|                | Intibucá          | La Esperanza        | 179 862            | 3 072            |
|                | Islas de la Bahía | Roatán              | 38 073             | 261              |
|                | La Paz            | La Paz              | 156 560            | 2 331            |
|                | Lempira           | Gracias             | 250 067            | 4 290            |
|                | Ocotepeque        | Ocotepeque          | 108 029            | 1 680            |
|                | Olancho           | Juticalpa           | 419 561            | 24 351           |
|                | Santa Bárbara     | Santa Bárbara       | 342 054            | 5 115            |
|                | Valle             | Nacaome             | 151 841            | 1 565            |
|                | Yoro              | Yoro                | 465 414            | 7 939            |